# Salamansa

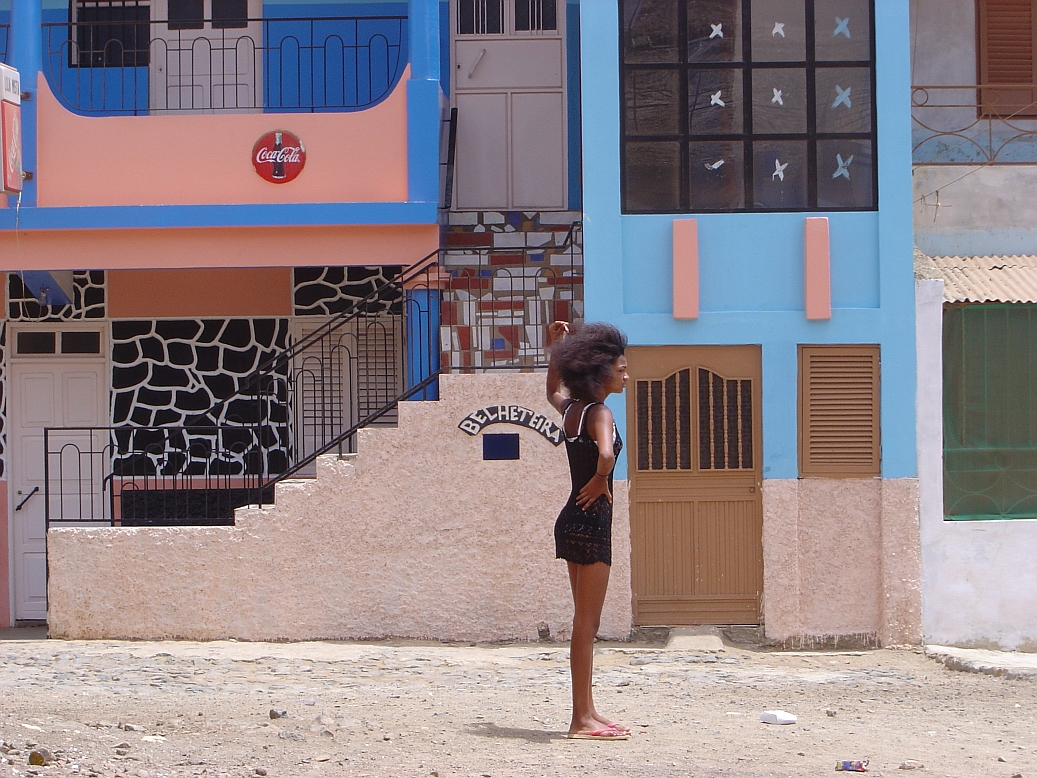
Aldeia de Salamansa

Salamansa é uma vila de pescadores no norte da ilha de São Vicente, Cabo Verde. Situa-se a nordeste do Mindelo, junto a uma baía, no canal que separa São Vicente da ilha de Santo Antão, o Canal de Săo Vicente.

## Lugares próximos
- Baía das Gatas, este
- Norte da Baía, sudeste
- Mindelo, sudoeste

| Ilha de São Vicente |
| --- |
| Zonas e Lugares Baía das Gatas \| Calhau \| Lameirão \| Lazareto \| Madeiral \| Mato Inglês \| Mindelo \| Praia do Norte \| Ribeira da Vinha \| Ribeira de Calhau \| Ribeira de Julião \| Salamansa \| São Pedro \| Seixal |
| Montanhas Fateixa \| Madeiral \| Monte Cara \| Monte Verde \| Tope de Caixa \| Topona |
| Ribeiras Ribeira de Julião |
| Outros Flamengos \| Fontainhas \| João Evora \| Palha Carga \| Pé de Verde \| Praia Grande \| Saragaça \| Viana |
| Cabo Verde \| Sotavento \| São Vicente |